# Jugoslawische Eishockeyliga 1997/98
Die Saison 1997/98 war die siebte Spielzeit der Eishockeyliga der BR Jugoslawien, der höchsten jugoslawischen Eishockeyspielklasse. Meister wurde zum ersten Mal in der Vereinsgeschichte überhaupt der HK Vojvodina Novi Sad.

## Modus
In der Hauptrunde absolvierte jede der fünf Mannschaften insgesamt 16 Spiele. Die vier bestplatzierten Mannschaften qualifizierten sich für die Playoffs, in denen der Meister ausgespielt wurde. Für einen Sieg erhielt jede Mannschaft zwei Punkte, bei einem Unentschieden gab es einen Punkt und bei einer Niederlage null Punkte.

## Hauptrunde

### Tabelle
|    | Klub                    | Sp | S  | U | N  | T   | GT  | Punkte |
| -- | ----------------------- | -- | -- | - | -- | --- | --- | ------ |
| 1. | HK Vojvodina Novi Sad   | 16 | 14 | 1 | 1  | 112 | 33  | 29     |
| 2. | HK Roter Stern Belgrad  | 16 | 12 | 0 | 4  | 89  | 37  | 24     |
| 3. | HK Partizan Belgrad     | 16 | 6  | 2 | 8  | 81  | 87  | 14     |
| 4. | HK TAS Nowigrad Belgrad | 16 | 6  | 0 | 10 | 39  | 107 | 12     |
| 5. | HK Spartak Subotica     | 16 | 0  | 0 | 16 | 20  | 143 | 0      |

Sp = Spiele, S = Siege, U = Unentschieden, N = Niederlagen

## Playoffs

### Halbfinale
- HK TAS Nowigrad Belgrad – HK Vojvodina Novi Sad 10:9 n. V./1:4
- HK Partizan Belgrad – HK Roter Stern Belgrad 1:4/4:13

### Finale
- HK Vojvodina Novi Sad – HK Roter Stern Belgrad 6:1/4:2